# Barraca d'en Sans I
La Barraca d'en Sans I és una obra del Pla de Santa Maria (Alt Camp) inclosa a l'Inventari del Patrimoni Arquitectònic de Catalunya.

## Descripció
És una gran barraca de planta rectangular i composta de dues estances i algunes dependències, orientada al sud-oest. A dreta i esquerra de la construcció hi presenta dos recers. El portal d'accés és acabat amb un arc dovellat. N'hi ha un altre a l'interior per a accedir a la segona estança.
La primera estança és la de l'animal, on hi ha una menjadora, ara esfondrada. Està coberta amb una falsa cúpula tapada amb una llosa, també hi ha una fornícula. A la segona estança hi ha una altra menjadora i un armari. La seva falsa cúpula tapa també amb una llosa. Les respectives alçades màximes són de 3,10 m i de 3,05 m.
La primera estança fa 2,95 m de fondària per 2,60 m d'amplada. La segona estança fa 3,75 m de fondària per 2,75 m d'amplada.